# Ehra-Lessien
Ehra-Lessien település Németországban, azon belül Alsó-Szászország tartományban. Lakosainak száma 2102 fő (2023. december 31.). Ehra-Lessien Wittingen, Brome, Tülau, Bergfeld, Barwedel, Sassenburg és Wahrenholz községekkel határos.

## Népesség
A település népességének változása:
| Lakosok száma | 1625 | 1738 | 1852 | 1931 | 1923 | 2051 | 2104 | 2102 |
|               | 2014 | 2016 | 2017 | 2018 | 2019 | 2021 | 2022 | 2023 |